# الیاس گوتلوب هاوسمان

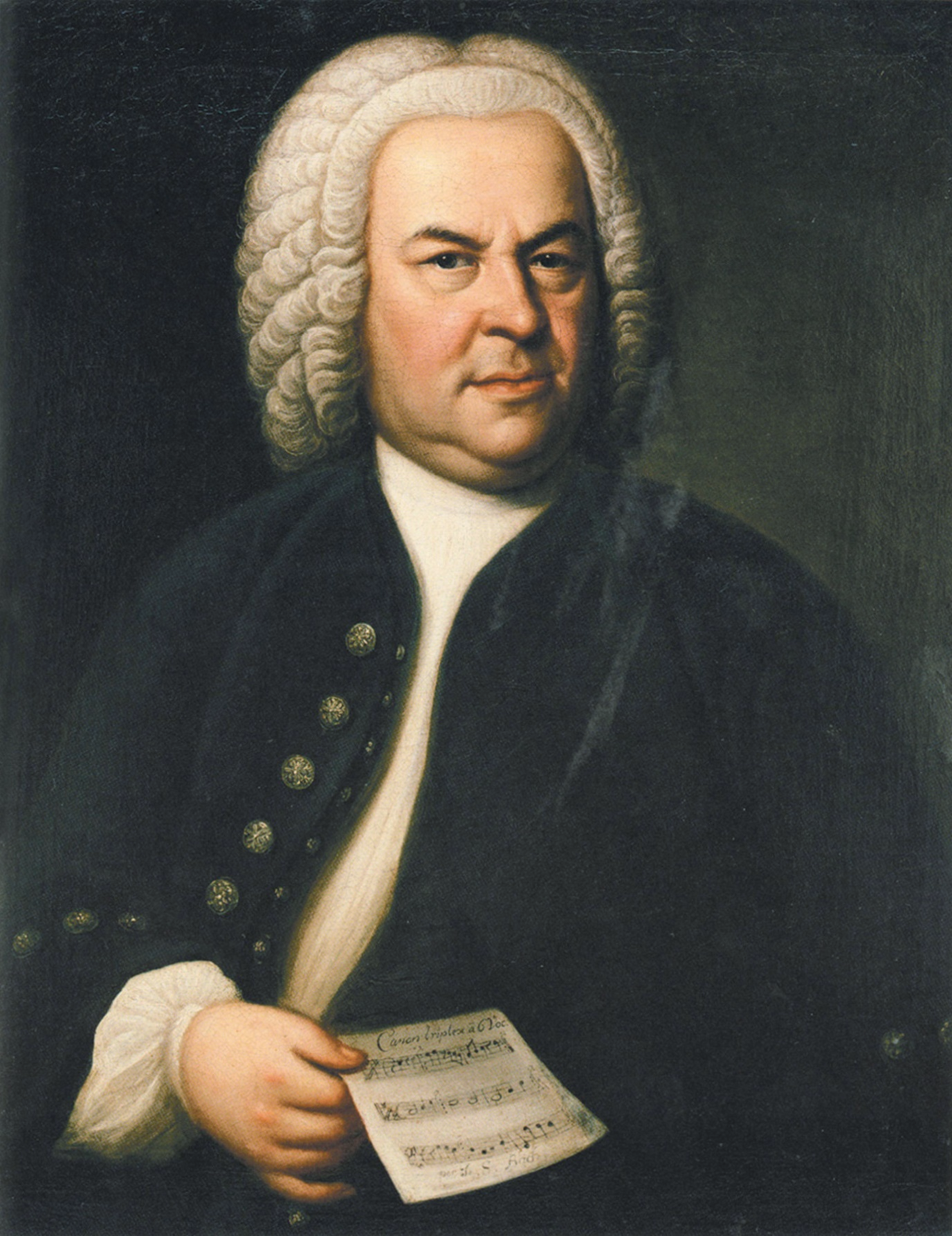
یوهان سباستین باخ در حال نگه داشتن ریدل کانن خود، (۱۷۴۶)

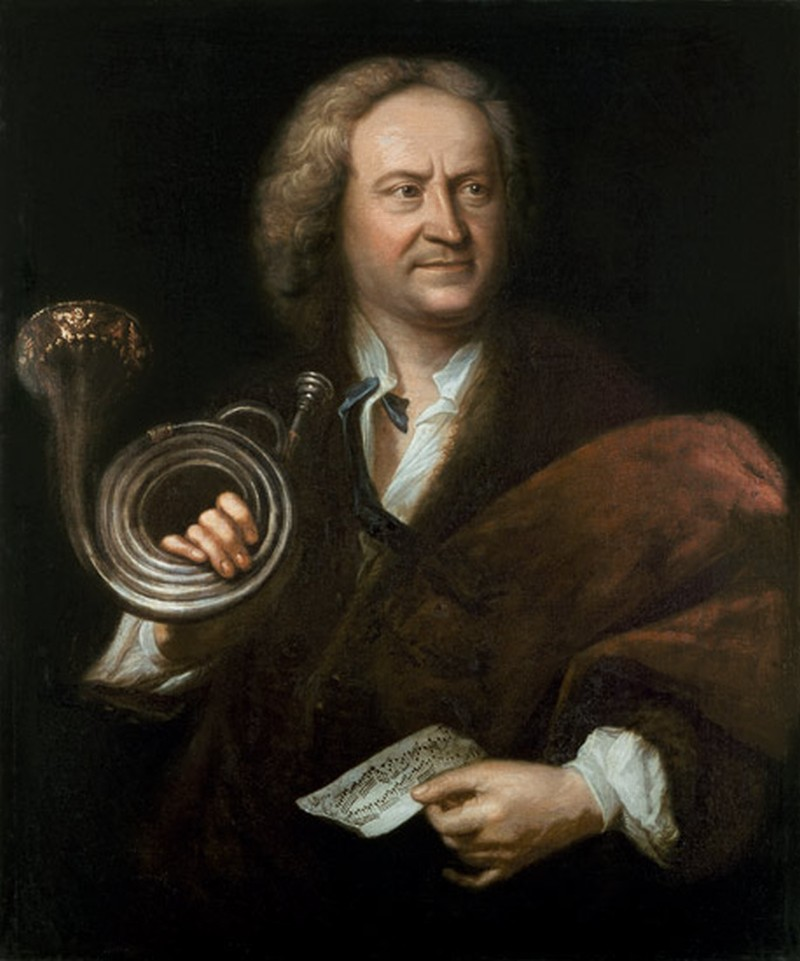
گوتفرید رایش، نقاشی رنگ روغن اثر هاوسمان، ۱۷۲۶

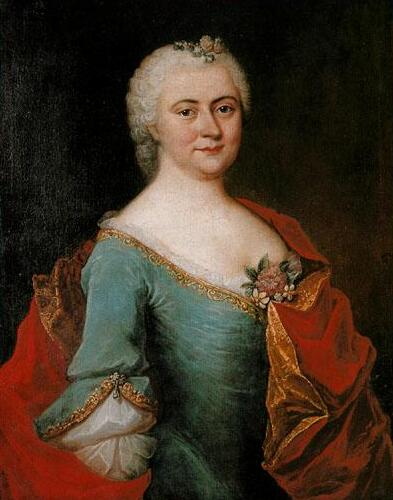
لوئیز گوتشد، نقاشی رنگ روغن اثر هاوسمان ج. ۱۷۵۰

الیاس گوتلوب هاوسمان (همچنین Haußmannیا Hausmann) (۱۶۹۵– ۱۱ آوریل ۱۷۷۴) نقاش آلمانی در اواخر دوره باروک بود. هاسمن به عنوان نقاش دربار در درسدن و از سال ۱۷۲۰به عنوان چهره‌نگار رسمی در لایپزیگ خدمت کرد. او بیشتر به خاطر پرتره‌اش از یوهان سباستین باخ که در سال ۱۷۴۶کشیده شد، شناخته می‌شود.

## زندگی
هاوسمان در گرا به دنیا آمد. او ابتدا شاگرد پدرش الیاس هاوسمان (۱۷۳۳–۱۶۶۳) بود که نقاش کنت دربار هسه بود. هاوسمن در خدمت سلطنتی هسیان بود، زیرا در سپتامبر ۱۷۱۷در توصیه نامه ای از کنت ارنست لودویگ از هسن-دارمشتات به عنوان «پسر نقاش دربار ما» نام برده شد.
کنت به او اجازه داد تا یک سفر مطالعاتی در آلمان داشته باشد، جایی که او در لوگانو با پرتره نگار فرانچسکو کارلو روسکا ملاقات کرد. هاوسمن همچنین با آدام مانیوکی، نقاش دربار درسدن، ملاقات کرد که به خوبی از او یاد می‌کند.
از سال ۱۷۲۰هاوسمان نقاش رسمی پرتره شهر لایپزیگ بود، اما در سال ۱۷۲۲ شهر را ترک کرد، احتمالاً به دلیل اختلافات با Malerinnung (انجمن نقاشان) لایپزیگ. هاوسمن و انجمن صنفی در سال‌های ۱۷۲۹و ۱۷۴۲با هم نزاع کردند زیرا او از تبدیل شدن به یک بورگر یا توافق با اتحادیه امتناع کرد. این اختلافات همچنین به عنوان دلیل پذیرفته شده‌است که مانیوکی توصیه‌نامه خود را لغو کرده‌است.
در سال ۱۷۲۳هاوسمان به عنوان نقاش درباری آگوستوس دوم مقتدر، پادشاه لهستان و انتخاب کننده ساکسونی منصوب شد. در سال ۱۷۲۵به لایپزیگ بازگشت. در سال ۱۷۲۶او مشتریان سلف خود را به دست گرفت و با پرتره ای از تاجر یوهان هاینریش لینکه شروع کرد. در دهه ۱۷۶۰، ارنست گوتلوب و آنتون گراف جایگزین او و مدرسه اش شدند. هاوسمان همچنین نقاش دیرینه روحانیت پروتستان بود.

## آثار
موزه تاریخی شهر لایپزیگ، جایی که پرتره باخ نصب شده‌است، چندین نقاشی رنگ روغن دیگر از هاوسمان و انواع حکاکی‌های مسی او نیز دارد. بیشتر نقاشی‌های هاوسمن را می‌توان به راحتی تأیید کرد – او مرتباً آثار خود با نام و تاریخ پشت‌نویسی و امضا می‌کرد.
پرتره‌های اولیه هاوسمن، مانند عکس گوتفرید رایش، ترکیب بندی فردی، اجرای دقیق فنی، سطح بالایی از جزئیات و بیان احساسات واقعی را به نمایش می‌گذارد. از سوی دیگر، بسیاری از پرتره‌های بعدی دارای ویژگی‌های معمولی از تصاویر پیاپی هستند. به خصوص در سال‌های پس از ۱۷۶۰، از اندازه‌گیری‌های یکسانی استفاده می‌شود و اغلب افراد را در زاویهٔ یکسان نشان می‌دهند. اغلب لباس‌های یکسان با همان رنگ‌ها در مجموعه‌ای از پرتره‌های مقامات نسبتاً بی‌اهمیت وجود دارد. گئورگ مولر آنها را به یک «کارخانه تصویرسازی» تشبیه می‌کند.
حکاکی‌های ساخته شده توسط دیگران با عناوین، شغل و اطلاعات شخصی بهبود یافته‌است.
نقاشی‌های رنگ روغن هاوسمن و تعداد بیشتر حکاکی‌ها مقطعی از لایه‌های پیشرو بورژوازی لایپزیگ را از حوزه‌های سیاست، اداره، قضاوت، کلیسا، تجارت (به ویژه تجارت و صنایع دستی)، علم و هنر نشان می‌دهد. مثال‌ها عبارتند از:
- شهردار گوتفرید ویلهلم کوستر
- مشاور و سازنده کاسپار ریشتر
- Johann Jacob Mascov [de]، مشاور و قاضی شهر
- کشیش گوتلیب گاودیتز
- دین مقدس کریستین وایس
- مشاور و بازرگان Johann Zacharias Richter [de]
- تاجر یوهان هاینریش لینکه
- حقوقدان کریستین گوتفرید مورلین
- استاد دانشگاه آگوست فردریش مولر
- کاپل مایستر و توماسکانتور یوهان سباستین باخ
- گاتفرید رایش، نوازنده ارشد شهرداری
- نویسنده لوئیز گوتشد

## مطالعهٔ بیشتر
- Sigismund, Ernst (1929). "Der Maler des Bachporträts E. G. Haussmann. Ein Gedenkblatt". Illustrierte Monatsschrift für Kultur, Wissenschaft und Verkehr. Leipzig.
- Sigismund, Ernst (1950). "Der Porträtmaler Elias Gottlob Haussmann und seine Zeit: die Bachbildnisse". Zeitschrift für Kunst. 4 (2): 126–135.